# Otfried Höffe
Otfried Höffe (Leobschütz, 12 settembre 1943) è un filosofo tedesco, fra i maggiori interpreti contemporanei di Immanuel Kant.

## Biografia
Dal 1964 al 1970 ha studiato storia, filosofia, sociologia e teologia nelle università di Münster, Saarbrücken, Tubinga e Monaco di Baviera e nel 1970-1971 è stato visiting scholar presso la Columbia University.
Dal 1992 sino al suo pensionamento nel 2011 è stato professore di filosofia all'università di Tubinga, e dal 2002 Gastprofessor di filosofia del diritto all'università di San Gallo. Autore di numerosi e fondamentali studi su Immanuel Kant e Aristotele. È considerato il padre della "filosofia pratica", oggetto della propria tesi di dottorato del 1971. Tra i suoi discepoli va ricordato l'italiano Alberto Jori.
Tra i suoi numerosi studi, vanno ricordati quelli sul diritto penale e sul futuro della democrazia nel mondo globalizzato. In particolare, Höffe adotta un approccio comparatistico al diritto penale mirato a rinvenirne alcuni tratti fondamentali comuni alle diverse culture.
Nei suoi studi sulla democrazia nel mondo globale, egli analizza la storia del progetto cosmopolitico e la sua realizzabilità contemporanea (alla luce della globalizzazione), in particolare proponendo un modello federale globale basato su un bicameralismo imperfetto che integri la rappresentanza dei cittadini globali e degli Stati nazionali.
Nel 2010 ha rifiutato di partecipare alla Giornata mondiale della filosofia Unesco organizzata in Iran, in segno di protesta contro la sostituzione del filosofo Gholamreza Aavani con il politico Haddad Adel, nominato da Ahmadinejad a capo dell'organizzazione del congresso.

## Opere
- Immanuel Kant, Il Mulino, Bologna, 1986.
- Gerechtigkeit Eine philosophische Einführung C.H. Beck, München 2001
- Kants Kritik der reinen Vernunft. Die Grundlegung der modernen Philosophie, C.H. Beck, München 2003
- Wirtschaftsbürger, Staatsbürger, Weltbürger. Politische Ethik im Zeitalter der Globalisierung, C. H. Beck, München 2004
- Aristoteles-Lexikon, Stuttgart 2005, ISBN 3-520-45901-9
- La democrazia nell'era della globalizzazione, Il Mulino, Bologna, 2007
- Globalizzazione e diritto penale, Edizioni di Comunità, Torino, 2001.